# Oscar Murton
Henry Oscar Murton, baron Murton de Lindisfarne (8 mai 1914 - 5 juillet 2009) est un homme politique du Parti conservateur britannique.

## Carrière
Murton est né à Newcastle upon Tyne et fait ses études à l'école d'Uppingham. Il rejoint l'armée territoriale avec une commission dans les Northumberland Fusiliers en 1934. Il est promu lieutenant en 1937 et capitaine en 1939. Il est lieutenant-colonel dans l'état-major général de 1942 à 1946. Il est ensuite directeur général des grands magasins.
Murton est député de Poole de 1964 à 1979, avant John Ward. Il est whip du gouvernement sous Edward Heath et plus tard vice-président de la Chambre des communes de 1973 à 1979. Il est nommé conseiller privé en 1976 et, après sa retraite de la Chambre des communes lors des élections générales de 1979, il reçoit une pairie à vie en tant que baron Murton de Lindisfarne, de Hexham dans le comté de Northumberland le 25 juillet 1979.